# Långholmen och Motlandet
För andra betydelser, se Långholmen (olika betydelser) eller Motlandet.
Långholmen och Motlandet är en ö i Finland. Den ligger i Finska viken och i kommunen Borgå i den ekonomiska regionen  Borgå ekonomiska region i landskapet Nyland, i den södra delen av landet. Ön ligger omkring 29 kilometer öster om Helsingfors.
Öns area är 30,5 hektar och dess största längd är 1,4 kilometer i sydväst-nordöstlig riktning. Ön höjer sig omkring 25 meter över havsytan.